# Понте Сан Микеле (Салерно)
Понте Сан Микеле је насеље у Италији у округу Салерно, региону Кампанија.
Према процени из 2011. у насељу је живело 803 становника. Насеље се налази на надморској висини од 18 м.